# باتريس لوكو
باتريس لوكو (بالفرنسية: Patrice Loko)‏ (6 فبراير 1970 في سانتر) لاعب كرة قدم فرنسي معتزل كان يجيد اللعب في مركز المهاجم .
بدأ مسيرته الرياضية في نادي نانت سنة 1988 وشارك في أول مباراة رسمية في بطولة دوري الدرجة الأولى في 22 أبريل 1989 أمام نادي بوردو وانتهت بفوز نادي نانت 1-0 . ساهم في تحقيق الفريق بطولة دوري الدرجة الأولى موسم 1994-1995 وتوج هدافا للبطولة برصيد 22 هدف . ثم انتقل إلى نادي باريس سان جيرمان حيث ساهم في تحقيق الفريق بطولة كأس أبطال الكؤوس الأوروبي سنة 1996 ثم الوصافة في نفس البطولة في السنة التالية . ثم انتقل إلى أندية مونبلييه، ليون ، تروا ، لوريان ، وأجاكسيو .
شارك في 26 مباراة دولية مع منتخب فرنسا مسجلا 7 أهداف . انضم إلى تشكيلة منتخب فرنسا وشارك في بطولة كأس الأمم الأوروبية 1996 التي أقيمت في إنجلترا وساهم في تأهله إلى الدور النصف النهائي . يذكر بأنه استطاع تسجيل هدف في مرمى منتخب بلغاريا في آخر مباريات الدور الأول .

## روابط خارجية
- باتريس لوكو على موقع الاتحاد الأوربي (الإنجليزية)
- باتريس لوكو على موقع رابطة كرة القدم الفرنسية للمحترفين (الإنجليزية)
- باتريس لوكو على موقع قاعدة بيانات كرة القدم.إي يو (الإنجليزية)
- باتريس لوكو على موقع بيانات كرة القدم. دي إي (الألمانية)
- باتريس لوكو على موقع ليكيب (الفرنسية)
- باتريس لوكو على موقع ناشيونال فوتبول تيمز (الإنجليزية)
- باتريس لوكو على موقع كووورة